# Madžlis al-Džinn
Madžlis al-Džin (arabsky مجلس الجن) je jeskyně nacházející se na východě Ománu, poblíž pobřeží Arabského moře. Jeskyně měří 310 na 220 m, je hluboká 120 m, ale její strop tvoří pouhých 40 m vápence. Jeskyně je přístupná třemi komíny. Tyto vstupy se jmenují Hvězdička (Khoshilat Beya Al Hiyool, hloubka 139,6 m), První sestup (Khoshilat Maqandeli, hloubka 118 m) a Cherylin sestup (Khoshilat Minqod, hloubka 158,2 m). Nejhlubší místo je 178 m hluboko od vrcholu nejvyššího vstupu. Objem je asi 4 mil. m3 a plocha podlahy 58 000 m2. Majlis al Jinn byla objevena v červnu 1983 americkým hydrologem W. Don Davisonem a jeho ženou Cheryl S. Jones, kteří se do jeskyně spustili a dna dosáhli 22. dubna 1985. Paní Jonesová pak tuto jeskyni pojmenovala jako Místo setkání s Džinem, avšak místní ji nazývají Khoshilat Maqandeli.
Teplota v jeskyni se pohybuje mezi 17–18 °C, zatímco na povrchu bývá věčně 40 °C.